# Željeznički promet
Željeznički promet je proces premještanja, odnosno prijevoza osoba i/ili stvari vožnjom po tračnicama.

To je glavna vrsta kopnenog prometa koji je prodro u sve zemlje. Ekonomičnost tog prometa prisilila je čovjeka da izgradi željezničke pruge preko pustinja, planina i da ih sprovede kroz duge i skupe tunele (Simplon u Švicarskoj 19 730 m).

Najdužu željezničku mrežu na svijetu ima SAD, a najgušću Belgija.

## Podjela
Osnovna podjela željezničkog prometa je ona na putnički i teretni. Putnički promet je prijevoz putnika. Teretni promet je prijevoz tereta.
Redovni željeznički promet se vrši korištenjem voznog reda. To je tablica, u kojoj su navedeni datumi i vremena polaska, prolaska i dolaska vlakova.
Izvanredni promet se vrši prema potrebi, koristeći posebna odobrenja i naputke, ovisno o potrebi.

## Prometno sredstvo
Osnovno prometno sredstvo je vlak.
Ovisno o vrsti prometa, koristi se putnički vlak ili teretni vlak.
Za teretni promet se isključivo slaže vlak, koji se sastoji od teretnih vagona i lokomotive.
Za putnički promet se koristi vlak od putničkih vagona i lokomotive, ili ekonomičnije rješenje, motorni vlak.

## Kategorije usluge
Postoje razine usluge. Među najnižima je lokalni promet. Među višima i najvišima od njih je i vlak velike brzine.

## Vanjske poveznice
- Željeznički promet Hrvatska tehnička enciklopedija, portal hrvatske tehničke baštine. LZMK